# Radlin Wielkopolski
Radlin Wielkopolski – przystanek kolejowy na linii numer 281 Oleśnica – Chojnice we wsi Radlin, w woj. wielkopolskim, w Polsce. Przystanek uruchomiono w 1875 roku. Obecnie kursuje tutaj siedem par pociągów pasażerskich Kolei Wielkopolskich relacji Jarocin – Gniezno.

## Ruch pasażerski
| Rok  | Wymiana pasażerska na dobę |
| ---- | -------------------------- |
| 2017 | –                          |
| 2022 | 0-9                        |

## Galeria

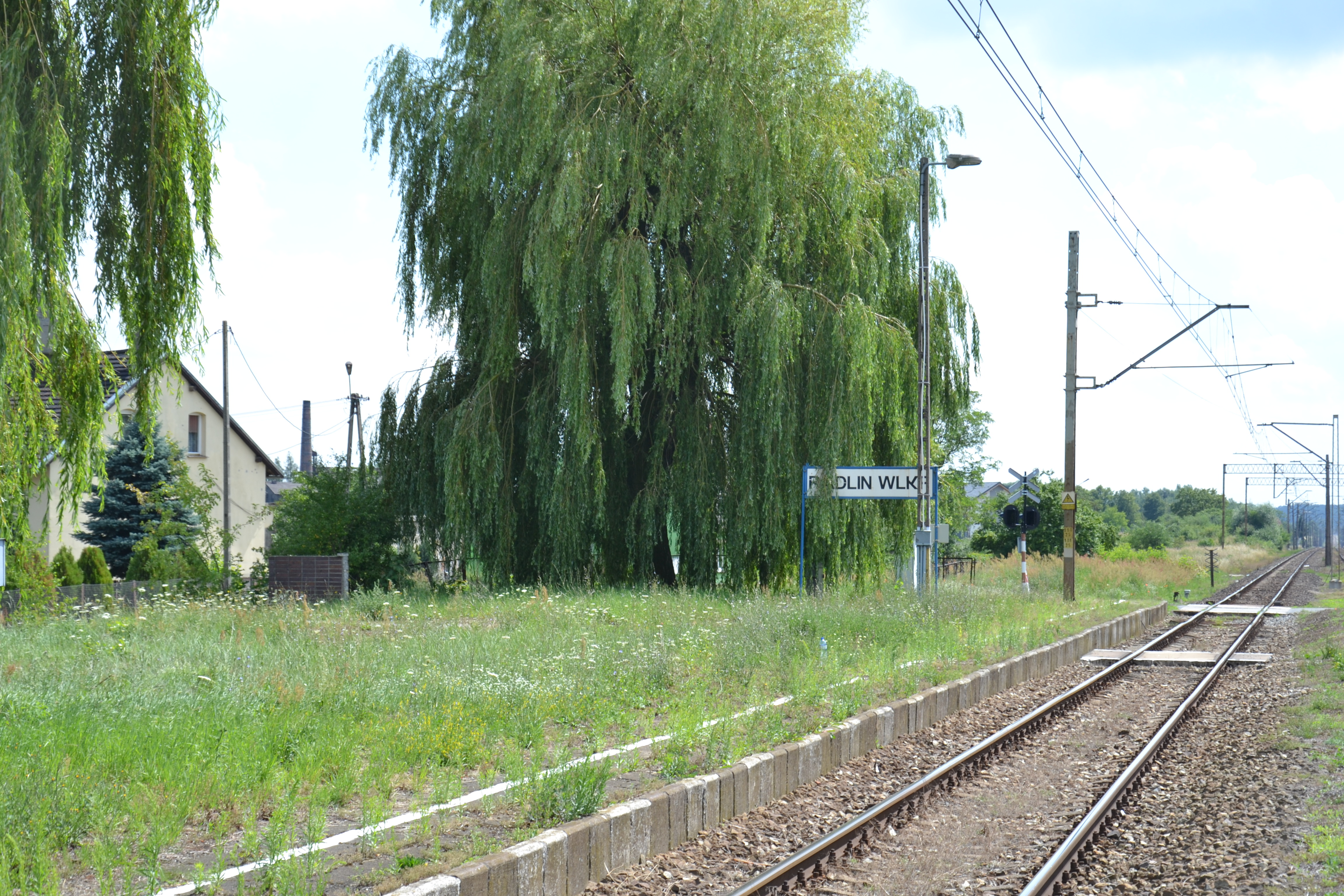
Widok na peron 1 w roku 2015